# سلیما ماچامبا
سالیما ماچامبا (1 نوامبر 1874، فومبونی - 7 اوت 1964، پسمس ) سلطان موهلی (موالی) در سال‌های 1888-1909 بود. نام رسمی پدری او سلیمه ماچامبا بنت سعیدی حمادی ماکادارا بود. او یکی از بستگان راناوالونا اول ، ملکه ماداگاسکار بود.
او توسط فرانسوی ها به عنوان حاکم دست‌نشانده موهلی انتخاب شد تا کومور را تحت الحمایه فرانسه قرار دهند. 
ماچامبا در 28 اوت 1901 در سنت دنیس، رئونیون عاشق ژاندارم فرانسوی، کامیل پائول شد و با او ازدواج کرد. در سال 1909 توسط دولت فرانسه خلع شد و موهلی به فرانسه ضمیمه شد.